# Paul Hartmann
Paul Hartmann, nato Paul Wilhelm Constantin Hartmann (Fürth, 8 gennaio 1889 – Monaco di Baviera, 30 giugno 1977), è stato un attore tedesco.

## Biografia
Figlio di Maria Betz e di Wilhelm Hartmann, a capo di un'azienda di esportazione di giocattoli, Paul Hartmann - dopo le scuole superiori - seguì un corso di recitazione con Adalbert Czokke. La sua fu una formazione teatrale di impianto classico. Nell'autunno del 1908, Hartmann ottenne una scrittura al teatro di Zwickau. Recitò poi a Stettino (1910) e al teatro di Zurigo (1911). Nel novembre 1913, entrò a far parte della compagnia del Deutsches Theater di Berlino diretta da Max Reinhardt.
Nel 1924, lavorò a Vienna, prima al Theater in der Josefstadt e, quindi, l'anno seguente, al Burgtheater. Tornò poi in Germania dove, il 1º gennaio 1935, entrò al Teatro di stato prussiano di Berlino dove rimase fino alla fine della seconda guerra mondiale. Nel 1942, diventò presidente del Ministero delle Arti.

### Carriera cinematografica
Già dal 1912, Hartmann aveva iniziato a lavorare per il cinema, in ruoli spesso di giovane amante e poi in quelli romantici di personaggi malinconici. Con l'avvento del sonoro, passò a interpretare parti di eroi duri e spietati come quello in FP 1 non risponde dove recitò a fianco di Hans Albers e Sybille Schmitz. Dal maggio 1937, diventò membro del comitato artistico dell'UFA.
Alla fine della guerra, le sue idee politiche, che ne avevano agevolato la carriera negli anni del nazionalsocialismo, e il fatto che avesse partecipato a diversi film di propaganda come Togger e Ich klage an, provocarono il suo allontanamento dagli schermi. Per alcuni anni, poté lavorare solo a teatro. Nel 1951, tornò al cinema. Ma l'età ormai avanzata gli concesse di interpretare solo ruoli di anziano caratterista.

### Vita privata
Hartmann si sposò una prima volta al tempo della prima guerra mondiale con un'insegnante di danza che morì nel 1952. Nel 1955, si sposò una seconda volta con la pittrice Elfriede Lieberun.
Morto il 30 giugno 1977 a Monaco, è sepolto nel cimitero di Rosenheim.

## Filmografia
- Zofia - Kriegs-Irrfahrten eines Kindes, regia di Hubert Moest (1915)
- Die verschleierte Dame, regia di Richard Oswald (1915)
- Ein Blatt Papier, regia di Joe May (1916)
- Das Opfer der Yella Rogesius, regia di Franz Eckstein e Rosa Porten (1917)
- Feenhände, regia di Rudolf Biebrach (1917)
- Die Geburt der Venus, regia di Georg Alexander (1917)
- Christa Hartungen, regia di Rudolf Biebrach (1917)
- Die Claudi vom Geiserhof, regia di Rudolf Biebrach (1917)
- Höhenluft, regia di Rudolf Biebrach (1917)
- Das Geheimnis der leeren Wasserflasche, regia di Joe May (1917)
- Der Trompeter von Säckingen, regia di Franz Porten (1918)
- Apokalypse, regia di Rochus Gliese (1918)
- Es werde Licht! 2. Teil, regia di Richard Oswald (1918)
- Edelsteine - Phantastisches Drama in 4 Akten, regia di Rudolf Biebrach (1918)
- Die japanische Maske, regia di Fred Sauer (1918)
- Mouchy, regia di Hubert Moest (1918)
- Der Gefangene von Dahomy, regia di Hubert Moest (1918)
- Der seltsame Gast, regia di Fred Sauer (1918)
- Taumel, regia di Hubert Moest (1919)
- Die Liebschaften der Kaethe Keller, regia di Carl Froelich (1919)
- Die Hexe von Norderoog, regia di Hubert Moest (1919)
- Blondes Gift, regia di Hubert Moest (1919)
- Der Galeerensträfling, regia di Rochus Gliese e Paul Wegener (1919)
- Zwischen Lachen und Weinen (1919)
- Das Mädchen und die Männer, regia di Manfred Noa (1919)
- Eleonora Vogelsang o La mia vita per il tuo onore (Monica Vogelsang), regia di Rudolf Biebrach (1920)
- Der Kampf der Geschlechter, regia di Joseph Delmont (1920)
- Maria Magdalene, regia di Reinhold Schünzel (1920)
- Können Gedanken töten? , regia di Alfred Tostary (1920)
- Die Tänzerin Barberina, regia di Carl Boese (1920)
- Im Wirbel des Lebens, regia di Erik Lund (1920)
- Die goldene Krone, regia di Alfred Halm (1920)
- Katharina die Große, regia di Reinhold Schünzel (1920)
- Die entfesselte Menschheit, regia di Joseph Delmont (1920)
- Anna Bolena (Anna Boleyn), regia di Ernst Lubitsch (1920)
- Die Verschleierte, regia di Reinhard Bruck (1920)
- Haschisch, das Paradies der Hölle, regia di Reinhard Bruck (1921)
- Glasprinzessin, regia di Fritz Richard (1921)
- Il castello di Vogelod (Schloß Vogeloed), regia di Friedrich Wilhelm Murnau (1921)
- Hochstapler, regia di Werner Funck (1921)
- Die Erbin von Tordis, regia di Robert Dinesen (1921)
- Die Jungfrau von Kynast, regia di Hubert Moest (1921)
- Settecento d'oro (Die Abenteuer der schönen Dorette), regia di Otto Rippert (1921)
- Der Roman der Christine von Herre, regia di Ludwig Berger (1921)
- Die Sängerin, regia di Georg Burghardt (1921)
- Die reine Sünderin, regia di Hubert Moest (1921)
- Die Intrigen der Madame de la Pommeraye, regia di Fritz Wendhausen (1922)
- Kinder der Zeit, regia di Adolf E. Licho (1922)
- Bardame, regia di Johannes Guter (1922)
- Luise Millerin, regia di Carl Froelich (1922)
- Vanina oder Die Galgenhochzeit, regia di Arthur von Gerlach (1922)
- Der falsche Dimitri, regia di Hans Steinhoff (1922)
- Alt Heidelberg, regia di Hans Behrendt (1922)
- Fridericus Rex - 3. Teil: Sanssouci, regia di Arzén von Cserépy (1922)
- Tatjana, regia di Robert Dinesen (1923)
- Der Pantoffelheld, regia di Reinhold Schünzel (1923)
- Der verlorene Schuh, regia di Ludwig Berger (1923)
- Der Evangelimann, regia di Holger-Madsen (1924)
- L'erede dei Grishus (Zur Chronik von Grieshuus), regia di Arthur von Gerlach (1925)
- Des Lebens Würfelspiel, regia di Heinz Paul (1925)
- Götz von Berlichingen zubenannt mit der eisernen Hand, regia di Hubert Moest (1925)
- Der Rosenkavalier, regia di Robert Wiene (1925)
- Unser täglich Brot, regia di Constantin J. David (1926)
- Die Familie ohne Moral, regia di Max Neufeld (1927)
- Tingel Tangel, regia di Gustav Ucicky (1927)
- FP 1 non risponde (F.P.1 antwortet nicht), regia di Karl Hartl (1932)
- Salon Dora Green, regia di Henrik Galeen (1933)
- Il corridore di maratona (Der Läufer von Marathon), regia di Ewald André Dupont (1933)
- Unsichtbare Gegner, regia di Rudolph Cartier (1933)
- Vecchia Russia (Großfürstin Alexandra), regia di Wilhelm Thiele (1933)
- Il tunnel (Der Tunnel), regia di Curtis Bernhardt (1933)
- Schwarzer Jäger Johanna, regia di Johannes Meyer (1934)
- La flotta delle illusioni (Das Erbe von Pretoria), regia di Johannes Meyer (1934)
- Mazurka tragica (Mazurka), regia di Willy Forst (Willi Forst) (1935)
- Alles um eine Frau, regia di Alfred Abel (1935)
- Die klugen Frauen, regia di Jacques Feyder (1936)
- Il castello di Fiandra (Das Schloß in Flandern), regia di Géza von Bolváry (1936)
- Stärker als Paragraphen, regia di Jürgen von Alten (1936)
- Port Arthur, regia di Nicolas Farkas (1936)
- Gräfin Volescu (1936)
- Togger, regia di Jürgen von Alten (1937)
- Die Warschauer Zitadelle, regia di Fritz Peter Buch (1937)
- Ordine sigillato (Mit versiegelter Order), regia di Karl Anton (1938)
- Revolutionshochzeit, regia di Hans H. Zerlett (1938)
- Felicità perduta (Dreiklang), regia di Hans Hinrich (1938)
- La squadriglia degli eroi (Pour le Mérite), regia di Karl Ritter (1938)
- Il romanzo di una donna (Der Schritt vom Wege), regia di Gustaf Gründgens (1939)
- Ho trovato il mio uomo (Irrtum des Herzens), regia di Bernd Hofmann, Alfred Stöger (1939)
- Legion Condor, regia di Karl Ritter (1939)
- Il sogno di carnevale (Bal paré), regia di Karl Ritter (1940)
- Bismarck, il cancelliere di ferro (Bismarck), regia di Wolfgang Liebeneiner (1940)
- Über alles in der Welt, regia di Karl Ritter (1941)
- Io accuso (Ich klage an), regia di Wolfgang Liebeneiner (1941)
- Gefährtin meines Sommers, regia di Fritz Peter Buch (1943)
- Die Affäre Rödern, regia di Erich Waschneck (1944)
- La porta della pace (Das Tor zum Frieden), regia di Wolfgang Liebeneiner (1951)
- Die Dame in Schwarz, regia di Erich Engels (1951)
- Mönche, Mädchen und Panduren, regia di Ferdinand Dörfler (1952)
- Der große Zapfenstreich, regia di George Hurdalek (1952)
- Cuba Cabana, regia di Fritz Peter Buch (1952)
- Der Klosterjäger, regia di Harald Reinl (1953)
- Mit siebzehn beginnt das Leben, regia di Paul Martin (1953)
- Regina Amstetten, regia di Kurt Neumann (1954)
- Macumba, jungla infuocata (Conchita und der Ingenieur), regia di Franz Eichhorn e Hans Hinrich (1954)
- Ein toller Tag, regia di Oscar Fritz Schuh (1954)
- Gestapo in agguato (Rittmeister Wronski), regia di Ulrich Erfurth (1954)
- Rose d'autunno (Rosen im Herbst), regia di Rudolf Jugert (1955)
- Die Barrings, regia di Rolf Thiele (1955)
- Wilhelm Tell, regia di Alfred Stöger, Josef Gielen (1956)
- Es wird alles wieder gut, regia di Géza von Bolváry (1957)
- Missione diabolica (Der Fuchs von Paris), regia di Paul May (1957)
- La morte sul trapezio (Rivalen der Manege), regia di Harald Philipp (1958)
- L'uomo ucciso due volte (Der Blaue Nachtfalter), regia di Wolfgang Schleif (1959)
- Il giorno più lungo (The Longest Day), regia di Ken Annakin, Andrew Marton, Bernhard Wicki e Darryl F. Zanuck (1962)

### Film o documentari dove appare Paul Hartmann
- Rund um die Liebe, regia di Oskar Kalbus - filmati di repertorio (1929)